# Wasserspeicher

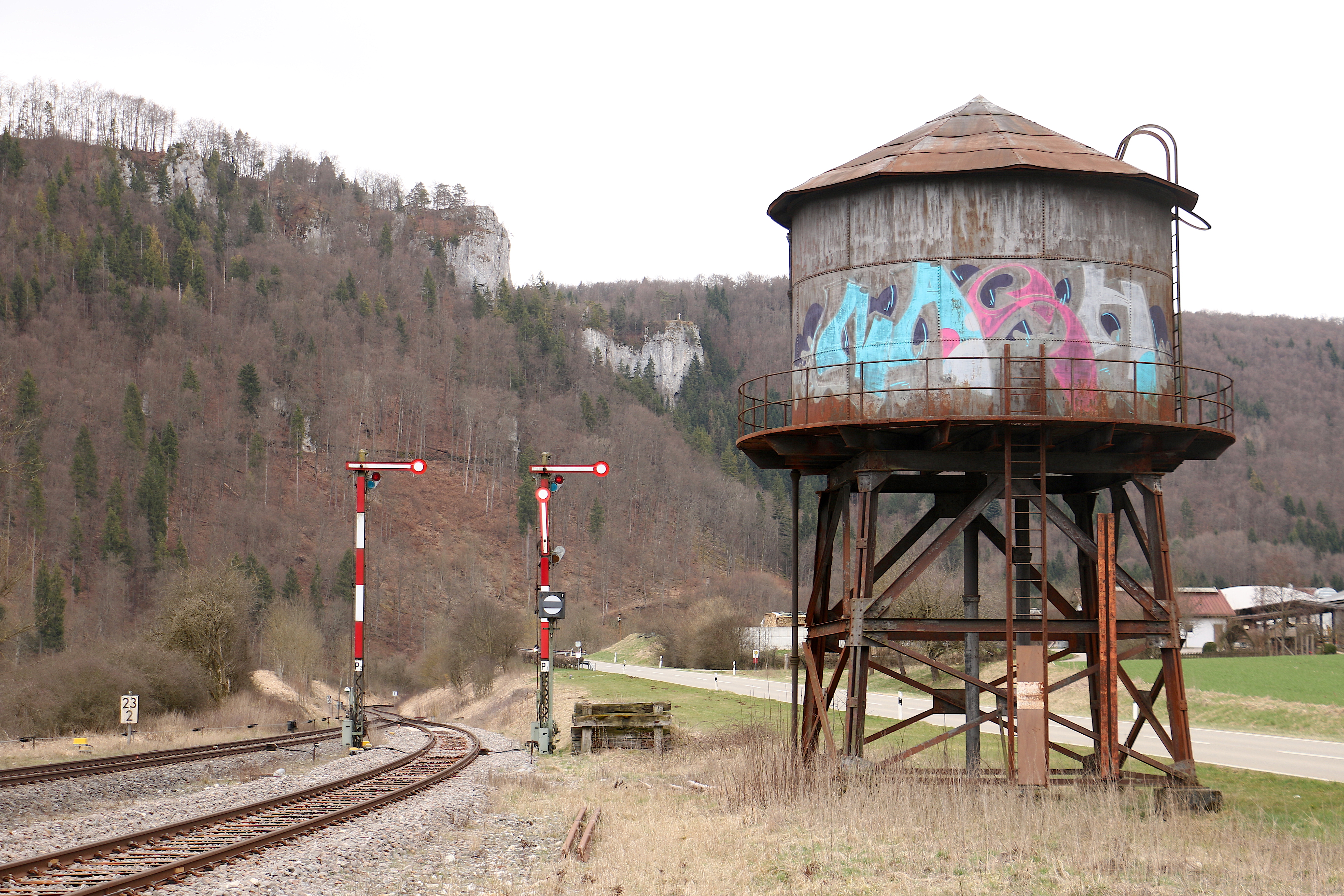
Alter genieteter Eisenbahn-Wassertank aus der Zeit der Dampfzüge in Bahnhof Hausen i Tal (2018)

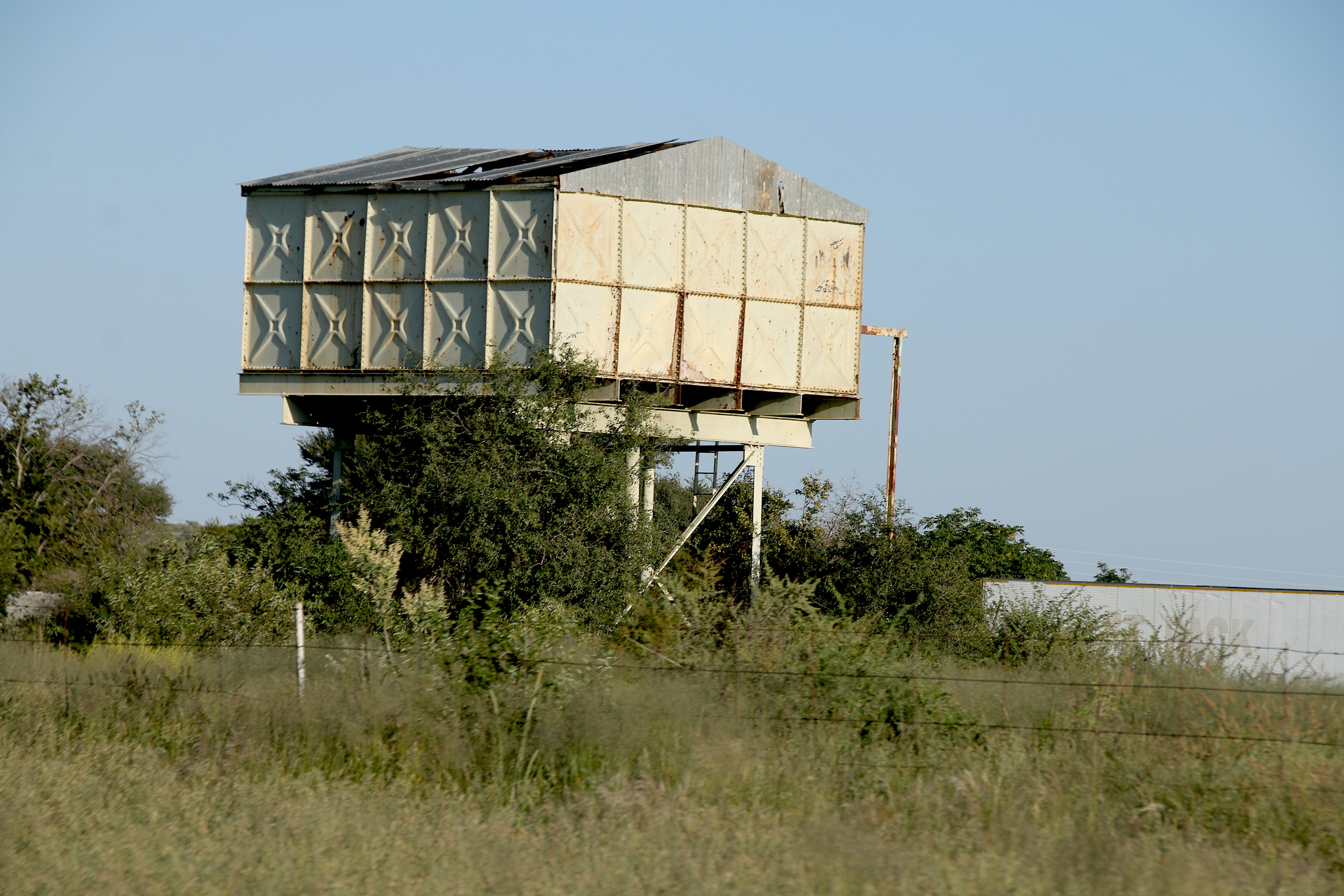
Alter genieteter Eisenbahn-Wassertank aus der Zeit der Dampfzüge in Seeis, Namibia (2018)

Als Wasserspeicher oder Wasserreservoir bezeichnet man natürliche oder künstliche Speicher für Trinkwasser oder Nutzwasser.
Die Bezeichnung Reservoir wird eher für die natürlichen Speicher benutzt, die Unterscheidung ist aber in der Umgangssprache nicht klar.

## Natürliche Speicher

### Oberirdisch
- Ozeane und Meere (meist nach Entsalzung)
- Oberirdische Seen, Flüsse, Bäche
- Schneedecken und Gletscher
- Luftfeuchtigkeit

### Unterirdisch
- Grundwasser
- Bodenfeuchte

## Künstliche Speicher

### Stauseen
Stauseen sind künstlich angelegte Stillgewässer die der Wasserspeicherung dienen können.

### Tiefbehälter
Der Wasserspiegel des Speichers liegt tiefer, als es dem Versorgungsdruck entspricht. Für die Versorgung muss daher das Wasser aus dem Behälter hochgepumpt werden. Tiefbehälter sind daher Saugbehälter für Pumpwerksanlagen und dienen zum Ausgleich zwischen Quellenzulauf oder Brunnenvorförderung und der Wasserhebung in das Versorgungsnetz. Bei Druckbehälterpumpwerken haben sie daneben, Teilaufgaben des Hochbehälters, wie Ausgleich der Verbrauchsschwankungen oder Speicherung der Löschwassermenge zu übernehmen.

### Löschwasserspeicher

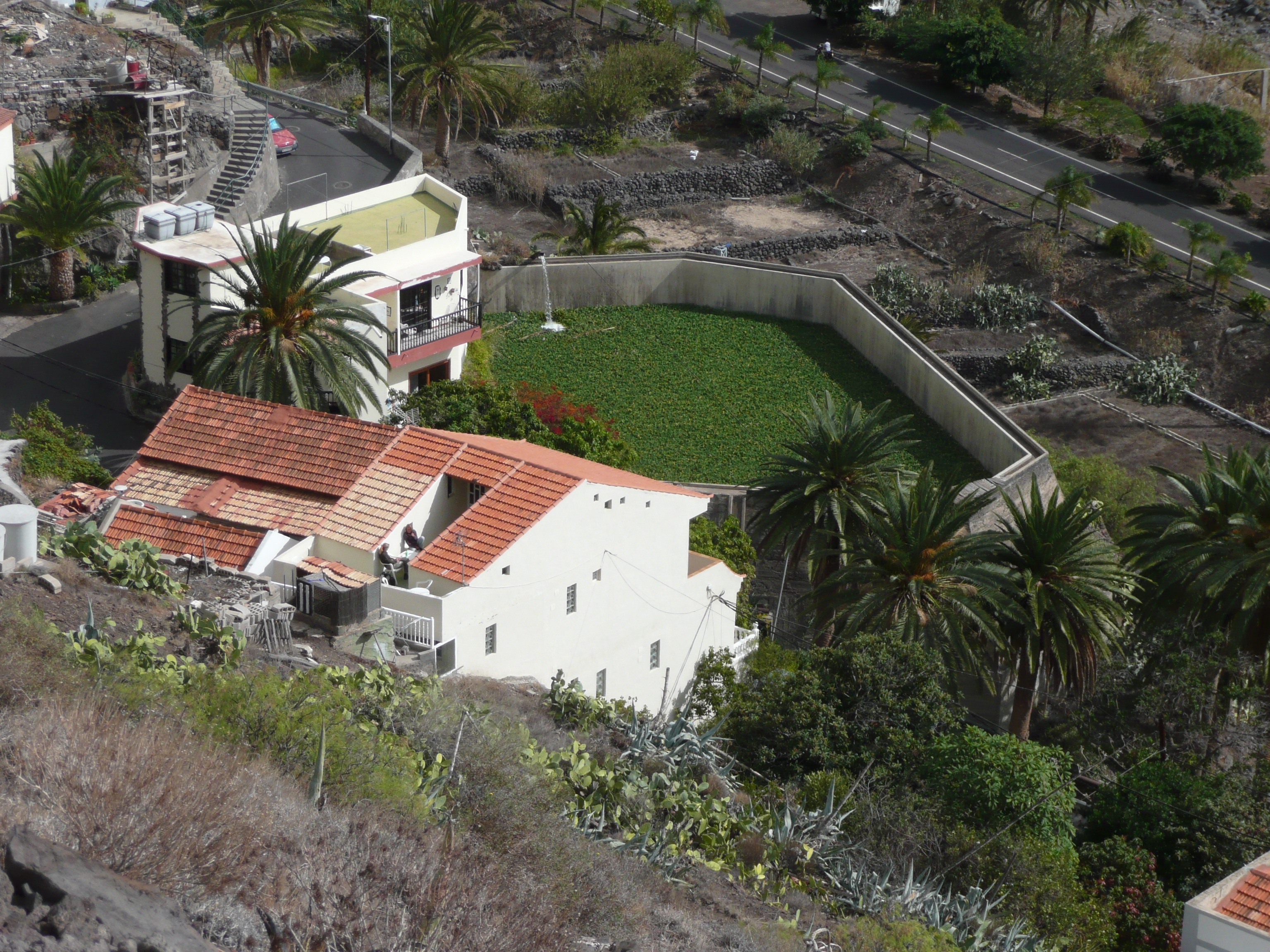
Offener Wasserspeicher auf La Gomera mit natürlichem Verdunstungsschutz

Sehr häufig und bei kleinen Landgemeinden fast immer notwendig ist die Speicherung von Löschwasser in besonderen für die Feuerwehr notwendigen Löschwasserspeichern, z. B. wenn keine zentrale Wasserversorgung vorhanden ist oder der Wasservorrat im Hochbehälter für Großbrände nicht ausreicht. Da keine besonderen hygienischen und technischen Anforderungen an das Wasser gestellt werden, kann für die Füllung auch Oberflächenwasser verwendet werden. Im Allgemeinen werden vorhandene Weiher mit den für Löschwasserentnahme erforderlichen Einrichtungen versehen oder künstliche Löschwasserteiche angelegt. In geschlossenen bebauten Gebieten sind dagegen unterirdische Löschwasserbehälter zweckmäßig.

### Hochbehälter

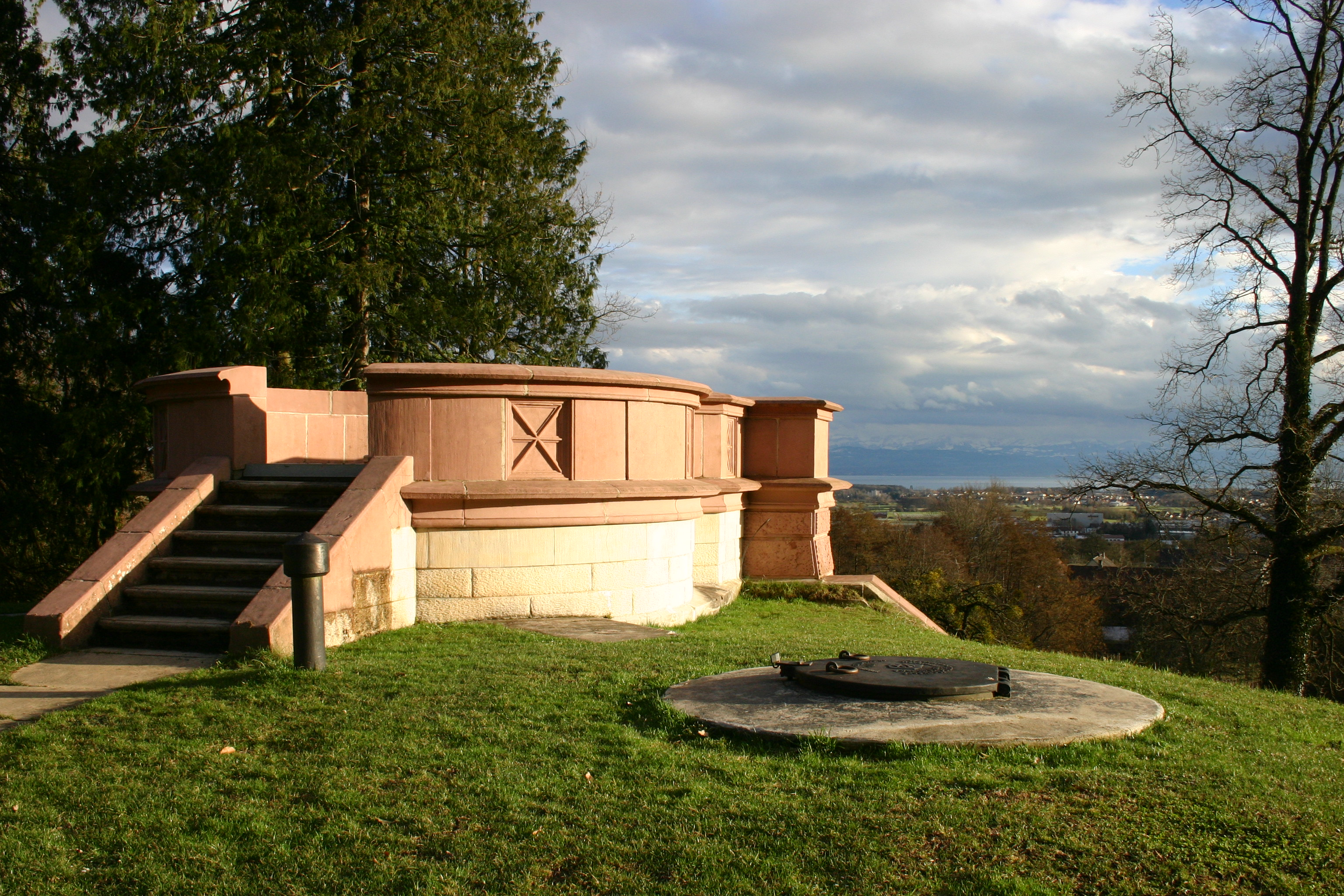
Historischer Wasserspeicher in Markdorf

Am häufigsten und bei den meisten zentralen Wasserversorgungsanlagen vorhanden ist die Wasserspeicherung in Hochbehältern. Es sind die Wasserspeicher bzw. Wasserbehälter, deren Wasserspiegel höher als das Versorgungsgebiet liegt, von dem aus das Wasser dem Versorgungsnetz mit natürlichem Gefälle zuläuft. Sie dienen zum Ausgleich der Verbrauchsschwankungen, dem gleichmäßigen Einhalten des Druckes im Versorgungsnetz, der Notversorgung und der Speicherung eines Wasservorrates für Löschzwecke, bei Pipelines und Gruppen-Wasserversorgungsanlagen als Unterbrechbehälter und Zonenbehälter.
Wird der Hochbehälter in entsprechender Höhe angeordnet, ist damit der beabsichtigte Versorgungsdruck gegeben. Eventuell können Hochbehälter auf unterschiedlichen Höhen angeordnet werden, um verschiedene Druckstufen zu bedienen (hügeliges Gelände).
Behälter dienen allerdings nicht nur zum Aufbau von Wasserdruck, sondern ggf. genauso der Druckreduzierung, vor allem in Versorgungsnetzen mit großen Höhenunterschieden werden sogenannte Durchflussbehälter eingesetzt, weil sonst der Druck am tiefsten Punkt des Versorgungsnetzes zu groß würde.

### Erdhochbehälter

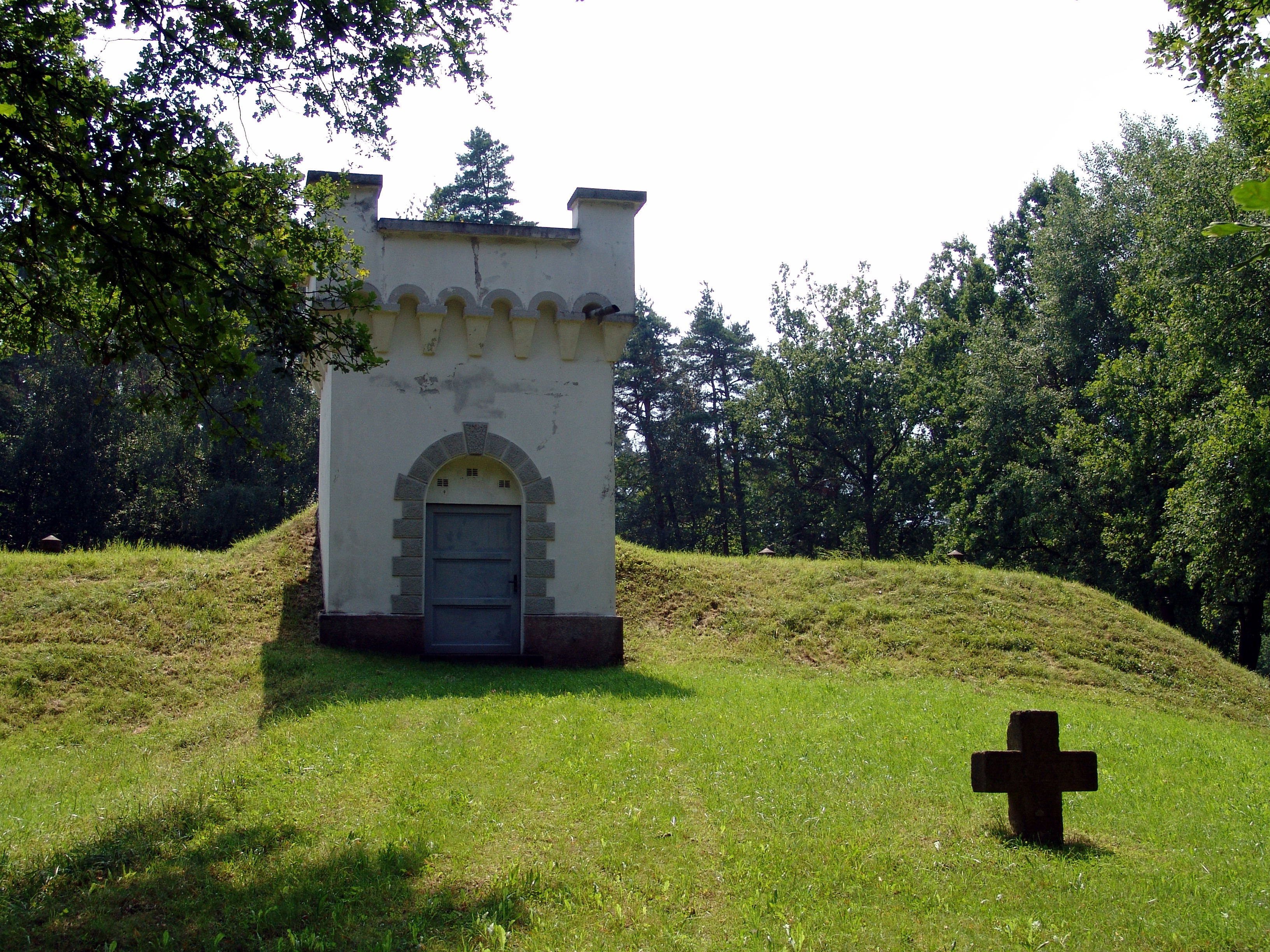
Erdhochbehälter

Der Wasserspeicher wird an einem höhen- und lagemäßig günstigen Platz zum überwiegenden Teil unter Gelände eingebaut und mit Erde überdeckt. Diese Form der Hochbehälter wird häufig angestrebt, da sie am wirtschaftlichsten und betriebssichersten ist.

### Wasserturm

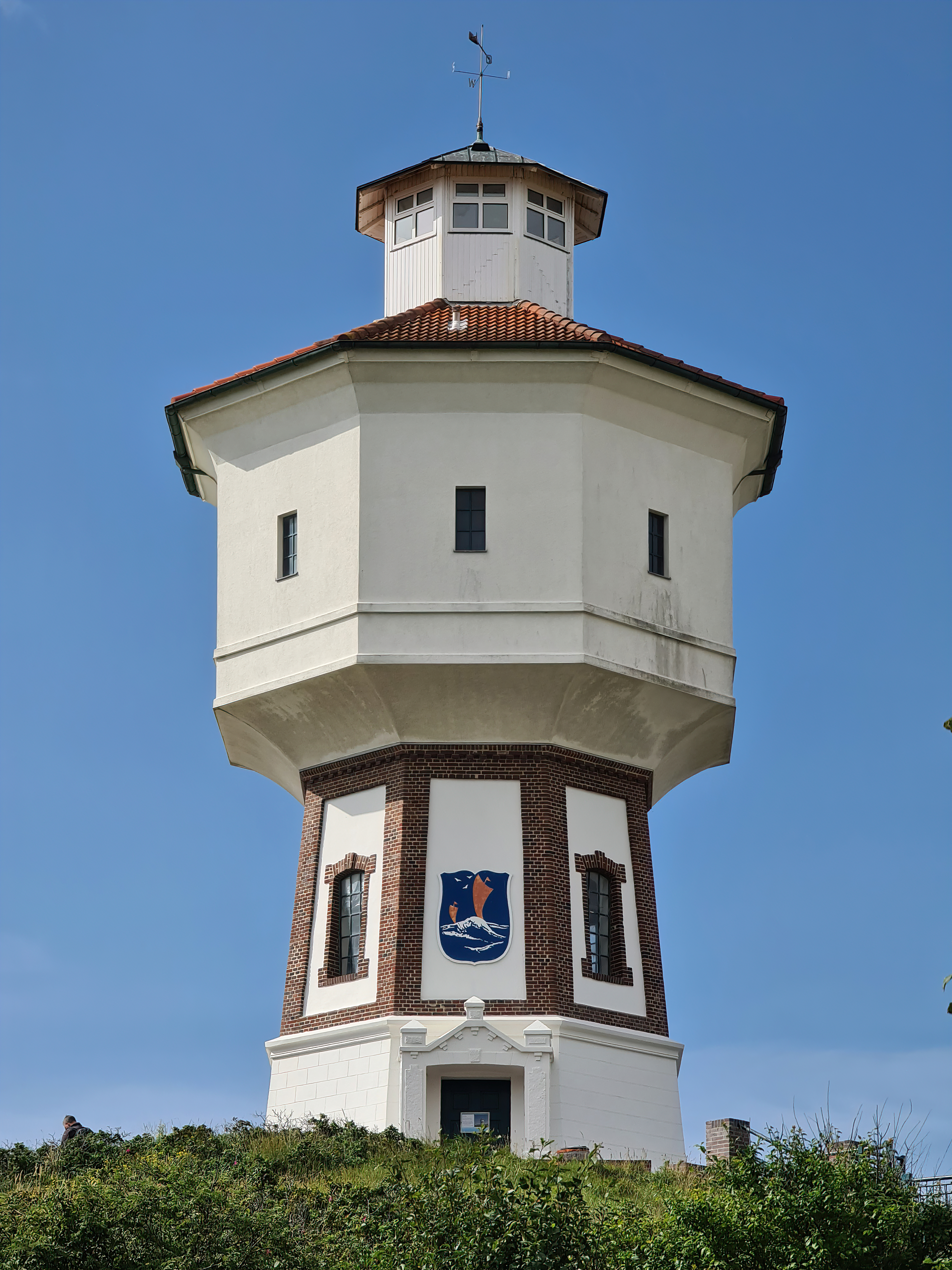
Wasserturm auf der Nordseeinsel Langeoog, auch genutzt als Seezeichen

Wassertürme können nur geringe Wassermengen speichern, stellen jedoch durch ihre geodätische Höhe einen entsprechenden Druck für das tiefer liegende Rohrleitungsnetz zur Verfügung.
Wenn kein günstig gelegener Geländepunkt vorhanden ist, wird das Wasser in der Nähe des Versorgungsgebietes in Wasserkammern gespeichert, die im oberen Teil eines turmartigen Bauwerks untergebracht werden. Gelegentlich wird der Wasserturm als Standrohrturm (Wassersilo) ausgeführt, wobei Sohle der Wasserkammer gleich Gründungssohle ist. Die Kosten eines Wasserturmes sind erheblich höher als die eines Erdbehälters (rund fünf- bis zehnfach). Der Wasserspiegel des Speichers wird daher meist nicht so hoch über dem Versorgungsgebiet wie beim Erdhochbehälter gelegt und sein Fassungsraum wird kleiner gehalten.

### Schwallwasserbehälter
In Schwimmhallen befinden sich Schwallwasserbehälter, auch Rohwasserspeicher genannt. Der Name Schwallwasserbehälter kam zustande, da z. B. in Schwimmbecken das Wasser über eine Überlaufrinne schwallt, bevor es im eigentlichen Behälter ankommt. Der Schwallwasserbehälter ist also ein Raum, in dem Wasser angesammelt und wieder entnommen werden kann.
Das benötigte Nutzvolumen eines Rohwasserspeichers setzt sich aus verschiedenen Anteilen zusammen, dem Verdrängungsvolumen der Badegäste, dem Schwallwasservolumen durch die Wellen der Badegäste bedingt, bei vielen älteren Anlagen auch noch dem Spülwasservolumen, das für die Filterspülung vorgehalten wird. Genaue Formeln für die Berechnung der einzelnen Volumina stehen im Teil 1 der DIN 19643.

### Zisterne
Eine Zisterne ist ein unterirdischer oder abgedeckter Sammelbehälter für Trinkwasser oder Nutzwasser.